# 玻尔半径
尼爾斯·玻爾於1913年提出了原子構造的波耳模型，其中電子環繞着原子核運轉。模型中提及電子只會在特定的幾個距離（視能量而定）環繞原子核運轉。而最簡單的原子──氫原子──只有一個電子軌道，該軌道也是電子可運行的最小軌道，其能量是最小的，從原子核向外找到此軌道的最可能距離就被稱為波耳半徑。

## 數值及定義
根據科學技術數據委員會（CODATA）2014年的數據，波耳半徑的值為5.2917721067(12)×10−11公尺（即約53皮米或0.53埃格斯特朗）。括號內的數字代表最後數位的不確定度。此值能用其他物理常數計算出：
{\displaystyle a_{0}={\frac {4\pi \epsilon _{0}\hbar ^{2}}{m_{e}e^{2}}}={\frac {\hbar }{m_{e}\,c\,\alpha }}}
其中：
{\displaystyle \epsilon _{0}\ } 為真空電容率
{\displaystyle \hbar \ } 為約化普朗克常數
{\displaystyle m_{e}\ } 為電子質量
{\displaystyle e\ } 為電子電荷
{\displaystyle c\ } 為真空中光速
{\displaystyle \alpha \ } 為精細結構常數

## 物理意義
儘管波耳模型並沒有正確地描述原子，波耳半徑還是保有了它的物理意義，代表着電子雲大小的完全量子力學描述。因此波耳半徑常被用於原子物理學。（見原子單位）
要注意的是波耳半徑並沒有包括約化質量的效應，所以在其他包括了約化質量的模型中，並不能準確地等於氫原子電子的軌道半徑。這是為了方便而設的：上述方程定義的波耳半徑適用於氫原子以外的其他原子，而它們的約化質量修正值都不同。如果波耳半徑包括了氫原子的約化質量，就有需要加入一個複雜的修正值來使方程適用於其他原子。
電子的波耳半徑是一組三個互相關聯的長度單位中的一個，其他兩個是電子的康普頓波長{\displaystyle \lambda _{e}\ }及古典電子半徑{\displaystyle r_{e}\ }。波耳半徑是由電子質量{\displaystyle m_{e}}，約化普朗克常數{\displaystyle \hbar \ }及電子電荷{\displaystyle e\ }所得出的。這三個長度單位中的任一個都能用其餘兩個及精細結構常數{\displaystyle \alpha \ }表示。
{\displaystyle r_{e}={\frac {\alpha \lambda _{e}}{2\pi }}=\alpha ^{2}a_{0}}
包括了約化質量效應的波耳半徑能由下列方程求出：
{\displaystyle \ a_{0}^{*}\ ={\frac {\lambda _{p}+\lambda _{e}}{2\pi \alpha }}}
其中
{\displaystyle \lambda _{p}\ } 為質子的康普頓波長
{\displaystyle \lambda _{e}\ } 為電子的康普頓波長
{\displaystyle \alpha \ } 為精細結構常數
在上述方程中，約化質量所產生的效應由增加的康普頓波長表示，即電子及質子的康普頓波長之和。